# Võru község
Võru község (észtül: Võru vald) saját önkormányzattal rendelkező közigazgatási egység Észtország Võru megyéjében. A 2017-es észtországi közigazgatási reform során hozták létre az 1991–2017 között létezett korábbi Võru község és további négy egykori község, Lasva, Orava, Sõmerpalu és Vastseliina községek összevonásával.